# Acropole des Draveurs
Acropole des Draveurs, to góra w Kanadzie, w prowincji Quebec. Znajduje się na obszarze parku narodowego Hautes-Gorges-de-la-Rivière-Malbaie, wejście na nią jest możliwe od strony miejscowości Aimé-des-Lacs w regionie administracyjnym Capitale-Nationale. Góra wznosi się na ponad 800 metrów nad doliną rzeki Malbaie.